# Groote Oostwolderpolder
De Groote Oostwolderpolder is een voormalig waterschap in de Nederlandse provincie Groningen.
Het waterschap lag ten zuidoosten van Siddeburen. De noordgrens lag bij de Oudeweg (N987), de oostgrens lag nagenoeg op de gemeentegrens van Slochteren en Oldambt (een klein deel lag in Oldambt), de zuidgrens langs het Hondshalstermaar en het Lutjemaar en de westgrens lag halverwege de N33 en de Rotmerweg.
De molen met een vlucht van maar liefst 70 voet was een van de eerste poldermolens in het Woldzijlvest. Hij werd afgebroken in 1916. Een voorganger met een vlucht van 55-56 voet werd gebouwd in 1787.
De molen stond in het noorden van de molenpolder, op de plek waar de Oudeweg van de N987 afbuigt, en sloeg uit op een watergang die via de Munnikesloot (gelegen tussen de schappen Osseweiderpolder en de Noorderpolder in de Oosterweeren) in verbinding stond met het Afwateringskanaal van Duurswold. De belangrijkste watergang in de polder was de Smalle Veensloot.
In 1931 werd de Zuiderpolder in de Oosterweeren aan het waterschap toegevoegd. Waterstaatkundig gezien ligt het gebied sinds 2000 binnen dat van het waterschap Hunze en Aa's.

## Naam
Het waterschap is genoemd naar de buurtschap Oostwold.